# Ferme d'Ohis
La ferme d'Ohis est une ferme située à Ohis, en France.

## Localisation
La ferme est située sur la commune d'Ohis, dans le département de l'Aisne.

## Historique
Le monument est inscrit au titre des monuments historiques en 1992.